# Line Andersen
Line Damgaard Andersen (født 20. september 2001) er en kvindelig dansk fodboldspiller, der spiller målvogter for AaB i Gjensidige Kvindeligaen. Hun har tidligere optrådt for både Danmarks U/16- og U/17-landshold, samt U/19-landsholdet. Hun har tidligere spillet ungdomsfodbold for IF Lyseng Fodbold og Skødstrup SF Fodbold, hvor hun også er vokset op. Hun startede med at spille fodbold i en alder af 9 år.

## Karriere

### AaB
Hun har siden sommeren 2019, spillet for AaB der spillede i kvindernes 1. division. Hun stod stort set hele sæsonen som holdets førstekeeper. Hun var dermed også og med til at sikre oprykning til landets bedste kvindelige række Gjensidige Kvindeligaen, i sommeren 2020, da holdet blev nummer to i den såkaldte kvalifikationsrunde i sæsonen 2019-20, kun overgået af HB Køge.
Hun er desuden også anfører for klubbens kvindehold.

### Landshold
Hun har spillet få landskampe for diverse ungdomslandshold og blev senest indkaldt på U/19-landsholdet til en træningsturnering i La Manga, Spanien, hvor hun stod begge kampe på målet.